# لا مورا
لا مورا (به ایتالیایی: La Morra) یک کومونه در ایتالیا است که در استان کونیو واقع شده‌است.

## خصوصیات
لا مورا ۲۴٫۳ کیلومترمربع مساحت و ۲٬۶۶۸ نفر جمعیت دارد و ۵۱۳ متر بالاتر از سطح دریا واقع شده‌است.